# Havert

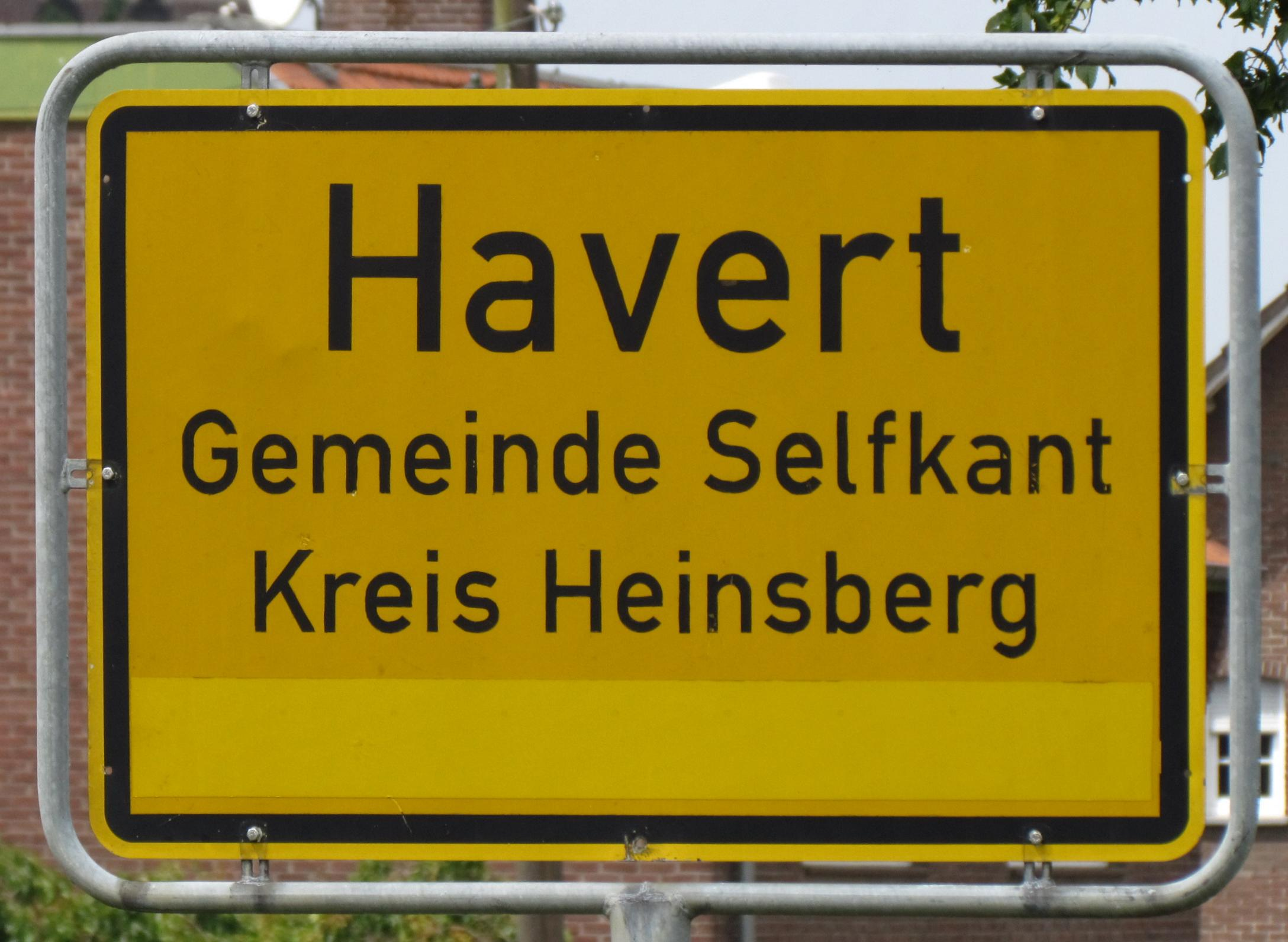
Ortsschild

Havert ist eine Ortschaft der Gemeinde Selfkant im Kreis Heinsberg im Bundesland Nordrhein-Westfalen.

## Geographie

### Lage
Havert ist ein Ort der deutschen Gemeinde Selfkant. 522 Einwohner leben dort. Der Name Havert bedeutet Eschengehölz und wird erstmals im Jahre 1020 erwähnt. Der Westturm der St-Gertrudis-Kirche wurde im Jahr 1525 erbaut. Jährlich findet dort die Oldie-Party zugunsten krebskranker Kinder statt. Havert grenzt an die Orte Stein und Millen-Bruch.
Bereits 1689 wurde das denkmalgeschützte Rittergut Haus Wammen urkundlich erwähnt.
In Havert ließ sich etwa 1669 der Glockengießer Johannes Bourlet nieder.

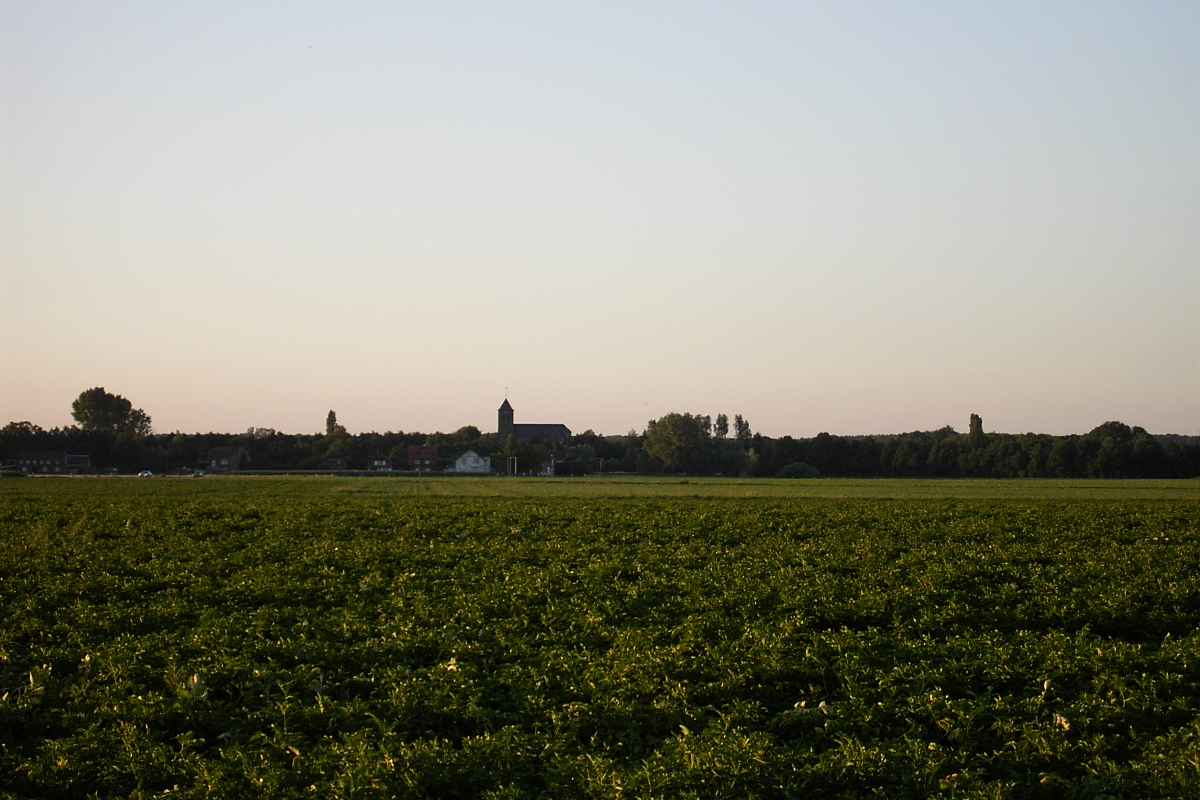
Havert
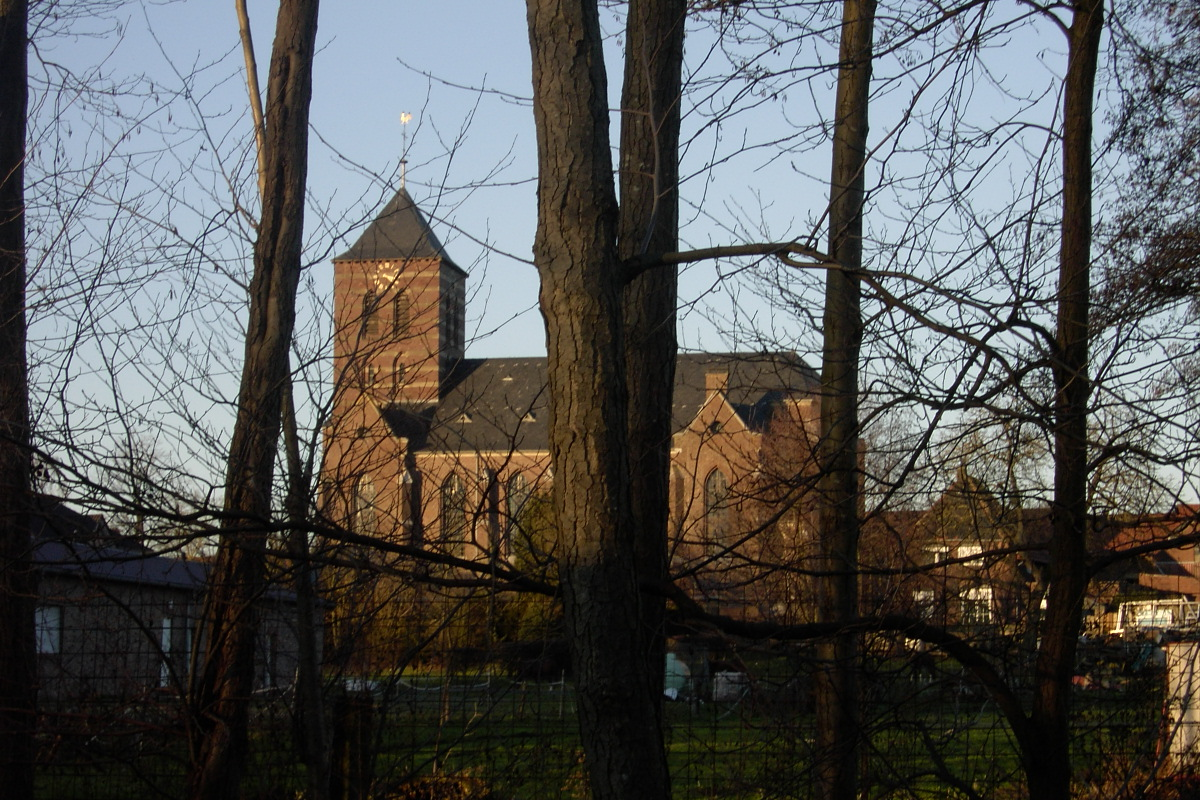
Kirche
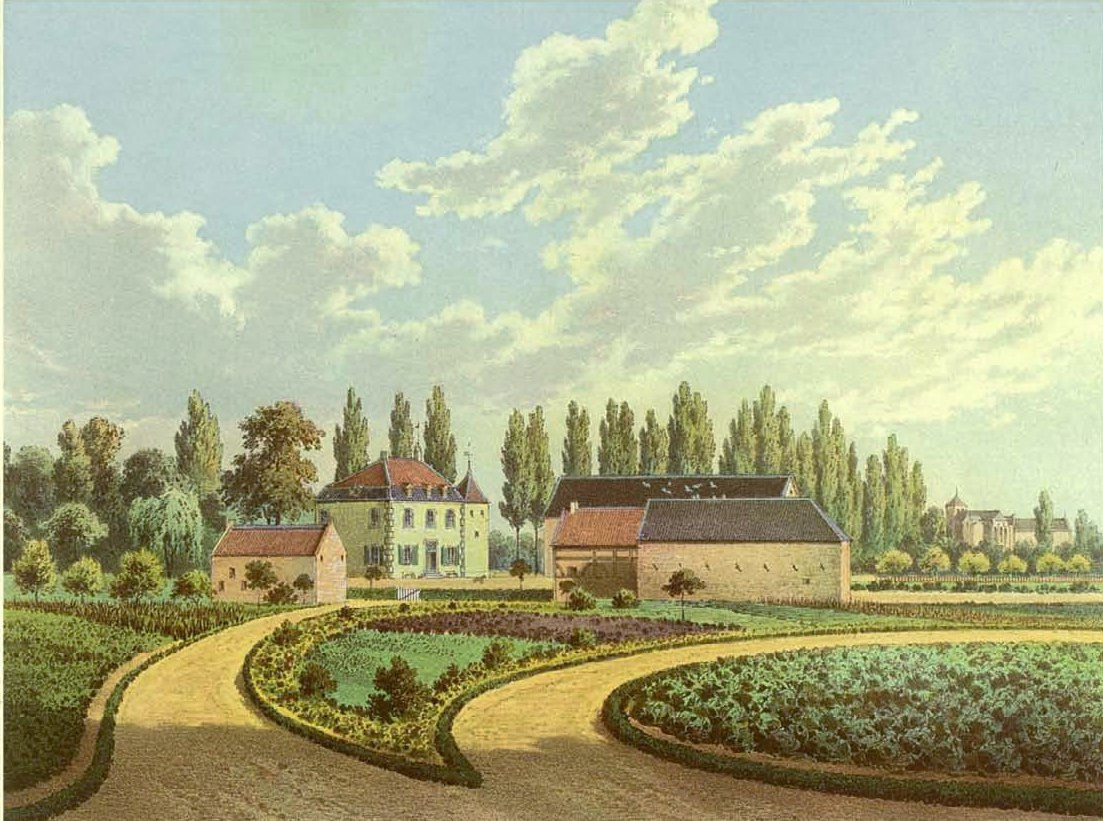
Rittergut Wammen
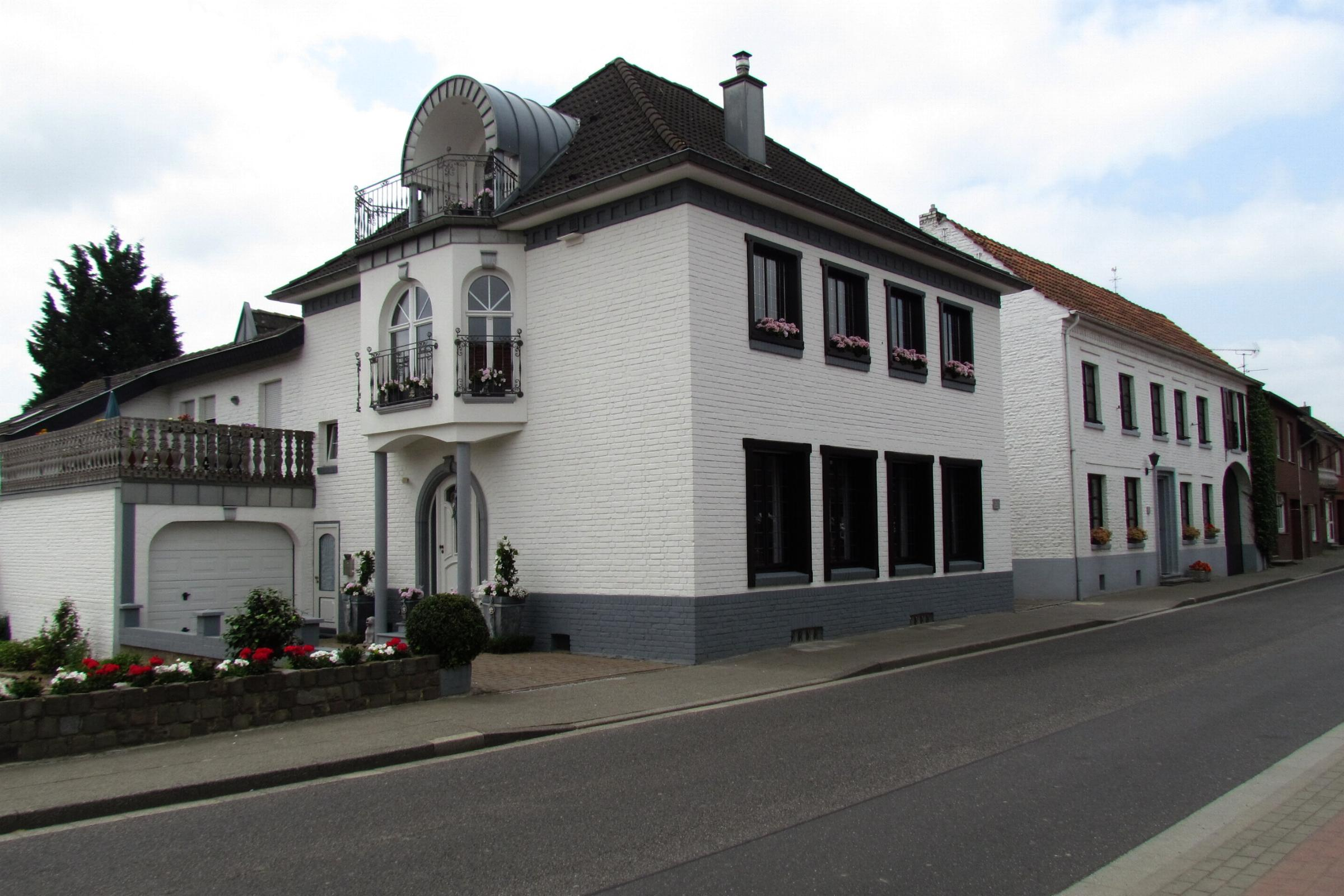
Ortsbebauung
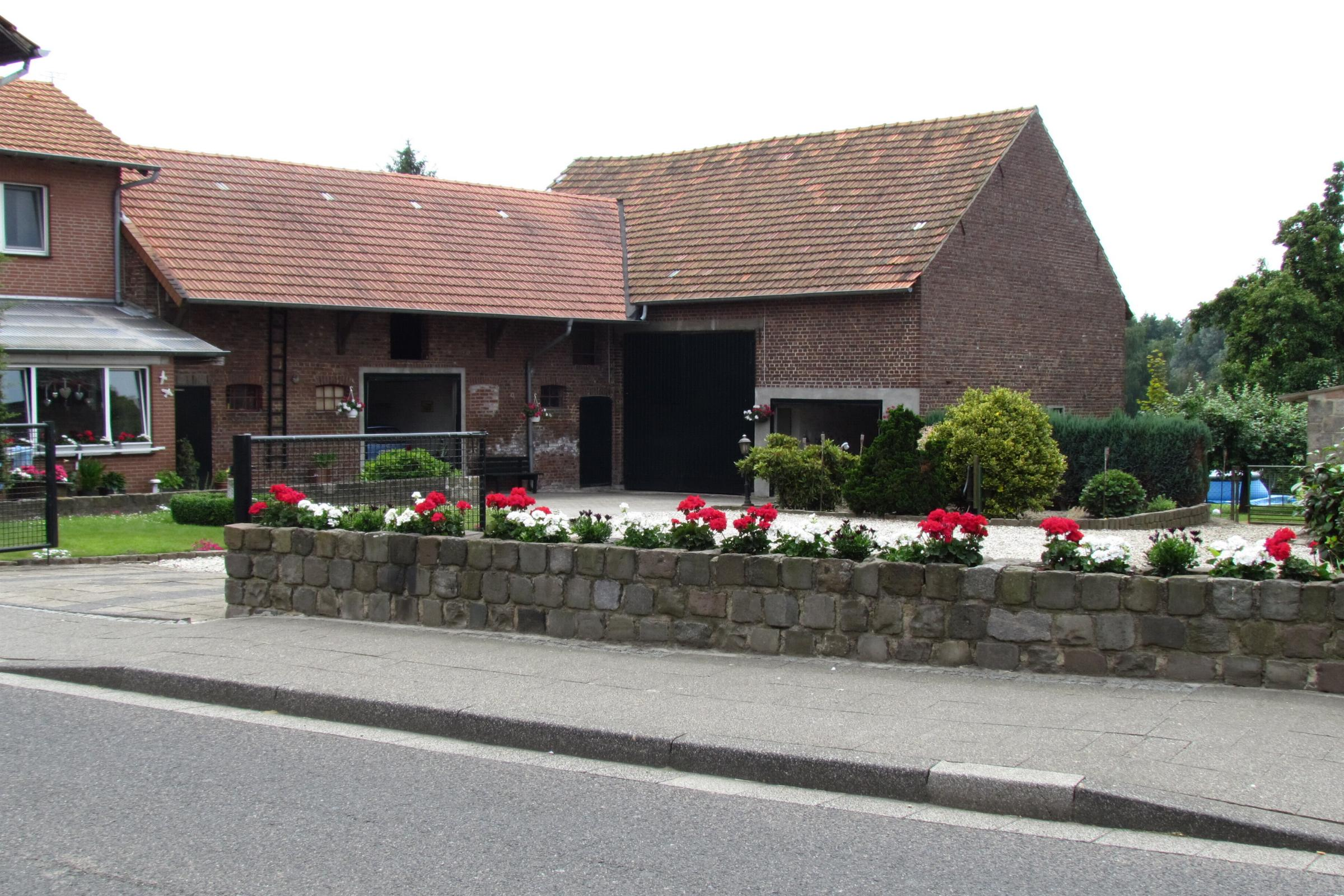
Blühendes Ortsbild

### Gewässer
Bei Starkregen und bei Schneeschmelze fließt das Oberflächenwasser aus den Bereich Havert in den Saeffelbach (GEWKZ 281822) und dann weiter in die Maas. Der Rodebach hat eine Länge von 28,918 km bei einem Gesamteinzugsgebiet von 173,385 km².

### Nachbarorte
| Echt-Susteren (NL) | Schalbruch                                  | Aan Reijans (NL) |
| Isenbruch          | Kompassrose, die auf Nachbargemeinden zeigt | Saeffelen        |
| Millen             | Tüddern                                     | Höngen           |

### Siedlungsform
Havert ist ein einzeilig, überwiegend beidseitig bebautes Straßendorf, an einer Burganlage (Haus Wammen) mit Gräben anschließend.

## Geschichte

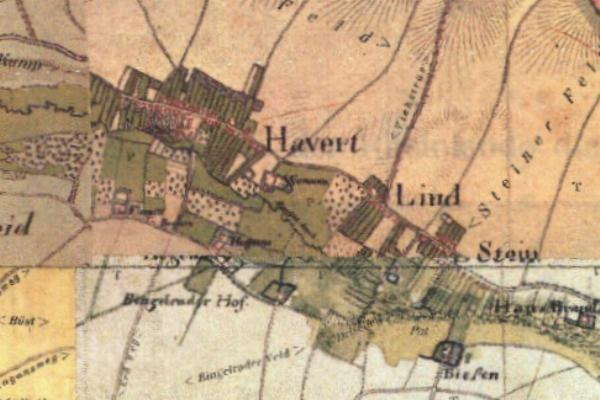
Havert auf der Tranchotkarte 1803–1820

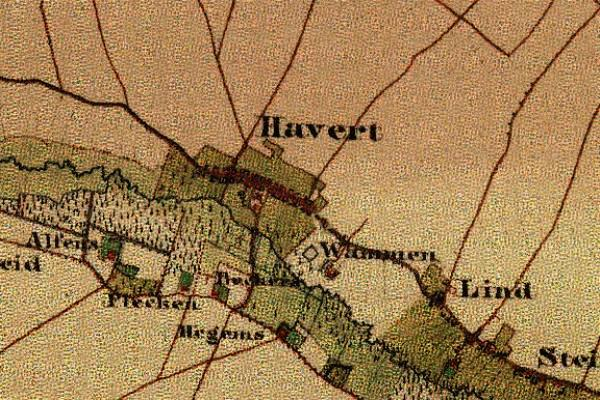
Havert auf der Urkatasterkarte von 1846

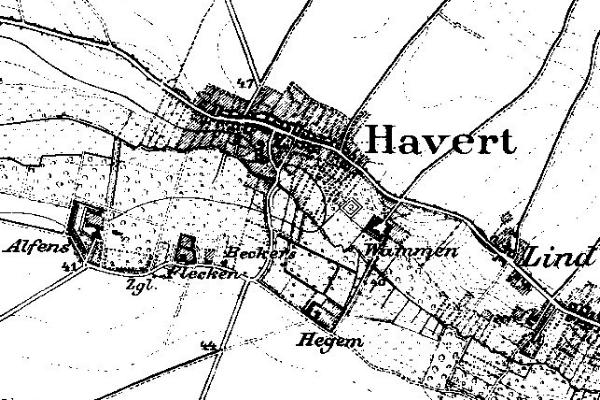
Havert auf der Neuaufnahme von 1912

### Ortsname
- 1118 Havert
- 1462 Havart
- 1666 Havert
- 1803 Havert

### Ortsgeschichte
Havert gehörte zum Jülicher Amt Millen. Zu Beginn des 12. Jahrhunderts lag Havert im Besitz der Herrlichkeit Wassenberg. Gerhard von Wassenberg verfügte über das Patronatsrecht an der Kirche St. Gertrud zu Havert, das er 1118 dem von ihm gegründeten Georgsstift übertrug. 1260 befand sich die örtliche Grundherrschaft und die Gerichtsbarkeit in der Hand der Herren zu Millen. Nach Übergang dieser Herrschaft an Heinsberg erscheinen Hof und Ländereien zu Havent im 14. Jahrhundert als Heinsberger Lehen. (Haus Burg, Haus Wammen) Zum Gericht Havert gehörten Isenbruch und Schalbruch.
Havert hatte 1828 insgesamt 350 Einwohner. Havert bildete mit Isenbruch und Schalbruch die Gemeinde Havert, die zum Amt Selfkant gehörte.
Vom 23. April 1949 bis zum 31. Juli 1963 stand der Selfkant und damit auch die Gemeinde Havert unter niederländischer Auftragsverwaltung. Am 1. August 1963 erfolgte nach Zahlung von 280 Millionen D-Mark die Rückführung.
Mit dem Gesetz zur Neugliederung von Gemeinden des Selfkantkreises Geilenkirchen-Heinsberg vom 24. Juni 1969 trat am 1. Juli 1969 folgende Gebietsänderung in Kraft.
§ 1 (1) Die Gemeinden Havert, Hillensberg, Höngen, Millen, Süsterseel, Tüddern, Wehr (Amt Selfkant) und die Gemeinde Saeffelen (Amt Waldfeucht) werden zu einer neuen amtsfreien Gemeinde zusammengeschlossen. Die Gemeinde erhält den Namen Selfkant.
§ 1 (2) Das Amt Selfkant wird aufgelöst. Rechtsnachfolgerin ist die Gemeinde Selfkant.

### Kirchengeschichte

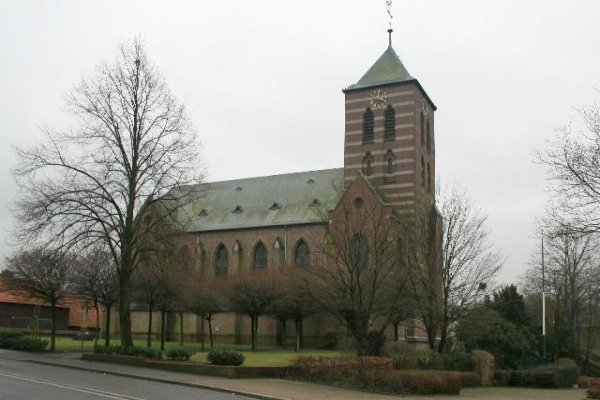
Pfarrkirche

Die Pfarre St. Gertrud Havert war mit Isenbruch, Lind, Schalbruch und Stein eine eigenständige Kirchengemeinde. Die Bevölkerung besteht zum größten Teil aus Katholiken.
Die urkundliche Ersterwähnung der Kirche St. Gertrud in Havert ist aus dem Jahre 1118 bekannt, als Gerhard von Wassenberg, der über das Patronatsrecht verfügte, dieses an das Georgsstift übertrug.
Im Zuge der Pfarrgemeindereformen im Bistum Aachen wurde die ehemals eigenständige katholische Pfarrgemeinde St. Gertrud in die Gemeinschaft der Gemeinden (GdG) St. Servatius Selfkant eingegliedert.

## Politik
Gemäß § 3 (1) der Hauptsatzung der Gemeinde Selfkant ist das Gemeindegebiet in Ortschaften eingeteilt. Havert ist eine Ortschaft und wird nach § 3 (2) von einem Ortsvorsteher in der Gemeindevertretung vertreten. Ortsvorsteher der Ortschaft Havert ist Wilfried Houben. (Stand 2023)

## Infrastruktur
- Es existieren mehrere landwirtschaftliche Betriebe mit Tierhaltung, ein Pferdehof, ein Betrieb für Elektroinstallation und Heizungsbau, eine Holzbaufirma, ein Kunstschmied, eine Schlosserei, eine Kfz-Werkstatt und ein Autohaus, ein Laden für Obst- und Gemüse, ein Verleih für Baumaschinen, eine Unternehmensberatung, eine Bäckerei, ein Betrieb für Verpackungstechnik, ein Zahntechnisches Labor, ein Betrieb für Motorräder und Zubehör, ein Friseur und mehrere Betriebe für Kleingewerbe.
- Ein Bürgerhaus steht für die Schützen, Trommlerkorps und Feuerwehr.
- Der Kindergarten wurde von den Ortsvereinen errichtet.
- Der Ort hat Anschluss an das Radverkehrsnetz NRW.

## Sehenswürdigkeiten

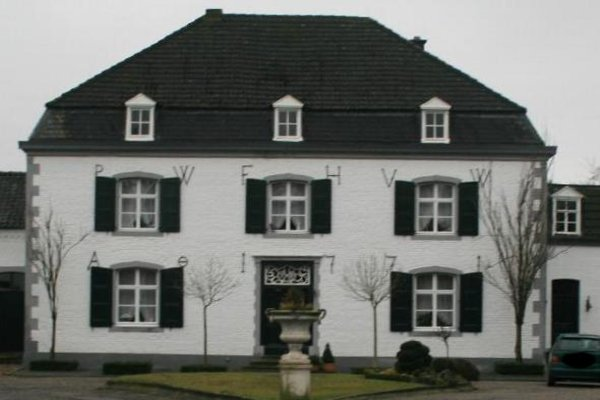
Haus Wammen

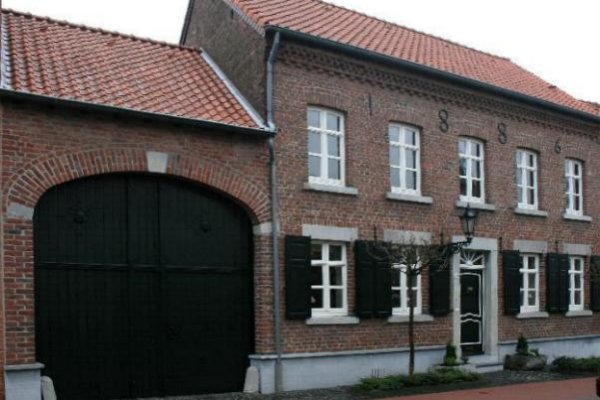
Denkmalgeschütztes Haus

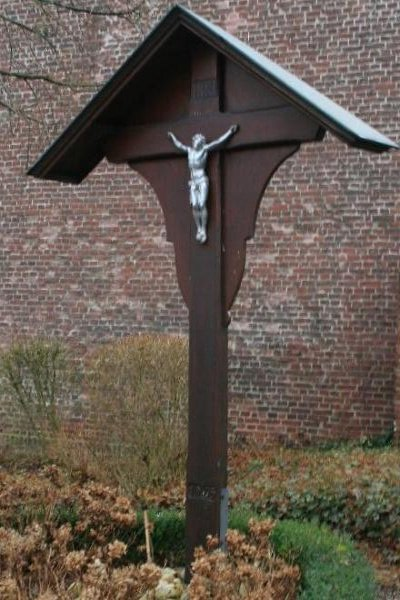
Wegekreuz

- Katholische Pfarrkirche St. Gertrud, als Denkmal Nr. 6[9]
- Hofanlage Haus Wammen, als Denkmal Nr. 32
- Hofanlage, Hauptstraße 64, als Denkmal Nr. 45
- Wegekreuz, Ecke Hauptstraße-Kreuzstraße, als Denkmal Nr. 9

## Vereine
- Freiwillige Feuerwehr Selfkant, Löscheinheit Schalbruch-Havert
- St. Johannes von Nepomuk Schützenbruderschaft Havert
- Spielmannszug 1920 Edelweiß Havert e. V.
- Kirchenchor St. Cäcillia Havert
- Reit- und Fahrverein Selfkant-Havert
- Sportverein SV 1967 Havert-Stein e. V.
- Sozialverband VdK – Ortsverband Selfkant betreut Havert

## Regelmäßige Veranstaltungen
- Vogelschuss der Bruderschaft
- Patronatsfest und Kirmes in Havert
- St. Martin-Umzug in Havert

## Verkehr

### Autobahnanbindung
| BAB | Streckenabschnitt        | Anschlussstelle | Entfernung |
| --- | ------------------------ | --------------- | ---------- |
| A46 | Heinsberg – Düsseldorf   | AS Heinsberg    | 15 km      |
| A44 | Aachen – Mönchengladbach | AS Aldenhoven   | 30 km      |
| A4  | Aachen – Köln            | AS Weisweiler   | 40 km      |

### Bahnanbindung
Ab Bahnhof Geilenkirchen (ca. 15 km Entfernung)
| Linie | Linienbezeichnung | Linienverlauf                              |
| ----- | ----------------- | ------------------------------------------ |
| RE 4  | Wupper-Express    | Aachen–Mönchengladbach–Düsseldorf–Dortmund |
| RB 33 | Rhein-Niers-Bahn  | Aachen–Mönchengladbach–Duisburg–Essen      |

### Busanbindung
Die AVV-Linien 436, 438 und 475 der WestVerkehr verbinden Havert wochentags mit Höngen, Tüddern und Heinsberg.
Zudem verkehrt der Multi-Bus seit dem 9. Juni 2024 kreisweit erweitert und zu einheitlichen Bedienzeiten. Mehr Informationen gibt es bei WestVerkehr.
| Linie | Verlauf |
| ----- | --- |
| 436   | Heinsberg Busbf – Selsten – (Hontem – (Waldfeucht –) Bocket –) Abzw. Nachbarheid – Breberen – Saeffelen – Heilder – Höngen (→ Stein → Havert → Schalbruch → Isenbruch → Millen → Tüddern)                                                                                                   |
| 438   | Saeffelen – Kleinwehrhagen – Großwehrhagen – Höngen – Stein – Havert – Millen-Bruch – Isenbruch – Schalbruch |
| 475   | (Oberbruch – Unterbruch) / Heinsberg Agentur für Arbeit – Heinsberg Busbf – Lieck –Kirchhoven – Vinn – Haaren – Obspringen – Brüggelchen – Waldfeucht – Bocket – Abzw. Nachbarheid – Breberen – Saeffelen – Heilder – Höngen – (Stein – Havert – Schalbruch – Isenbruch – Millen –) Tüddern |

## Straßennamen
Am Kreuzberg, Auf den Hoecken, Auf die Höff, Filterskoul, Hauptstraße, Haverter Weg, Kreuzstraße, Mühlenweg, Sandkoul